# عبد الرحمان السباعي
عبد الرحمان السباعي (وُلد عام 1940، فاس - توفي في 22 أكتوبر 2010)، هو سياسي مغربي، شغل منصب الوزير المنتدب لدى الوزير الأول، مكلفاً بإدارة الدفاع الوطني ما بين عامي 1997 و2010.

## سيرته

### تعليمه
تابع السباعي دراسته الابتدائية والثانوية بالجديدة وبثانوية مولاي يوسف بالرباط. وحصل عام 1961 على دبلوم مهندس في الأشغال الجغرافية من المدرسة الوطنية للعلوم الجغرافية بباريس، ثم على دبلوم مهندس جغرافي سنة 1967.

### مناصبه
شغل عبد الرحمان سنة 1987 منصب المهندس العام بوزارة الفلاحة والإصلاح الزراعي، كما سبق له أن تقلد العديد من المناصب الأخرى من بينها رئيس المصلحة الطوبوغرافية والمسح بمدينة الجديدة من إلى 1963 إلى 1965، ومسؤول الطوبوغرافية العامة والدراسات بمديرية المحافظة العقارية والأشغال الطوبوغرافية بالرباط بين عامي 1967 و1970، ليتم تعيينه في 1971 رئيساً لمصلحة المسح، قبل أن توكل إليه مسؤولية رئاسة قسم المسح ما بين 1972 و1979. ثم شغل عام 1980 منصب مدير الشؤون الإدارية بوزارة الفلاحة والإصلاح الزراعي، وهو المنصب الذي بقي فيه حتى 1983، ليصبح مدير مستشار لدى الوزير الأول ما بين 1983 و1986، وكذا مستشار للوزير الأول خلال السنوات من 1987 حتى 1992.
ثم تولى ما بين سنتي 1994 و1995 مهمة كاتب للدولة لدى الوزير الأول مكلفاً بالشؤون العامة، قبل أن يشغل منصب وزير منتدب لدى الوزير الأول على التوالي في الفترة من 1995 إلى 1997، وفي 13 أغسطس 1997 عُيِّن وزيراً منتدباً لدى الوزير الأول مكلفاً بإدارة الدفاع الوطني، ليتجدد تعيينه في 6 سبتمبر 2000 في نفس المنصب، كما عينه الملك محمد السادس مجدداً سنة 2002 في نفس المنصب.

### تكريمات
حاز السباعي سنة 1980 على وسام الرضى من الدرجة الممتازة، وعلى وسام العرش من درجة فارس عام 1985، وكذا على وسام العرش من درجة ضابط سنة 1990.